# Acer rubrum
L'acero rosso o acero scarlatto (Acer rubrum L., 1753) è un albero deciduo della famiglia delle Sapindacee diffuso nella parte orientale e centrale dell'America del Nord.
Il servizio forestale degli Stati Uniti lo riconosce come l'albero nativo più abbondante nell’area orientale dell’America del Nord. L'areale dell’acero rosso si estende dal Manitoba sudorientale, nei dintorni del Lago dei Boschi, al confine con Ontario e Minnesota, ad est di Terranova, a sud della Florida e da sud-ovest ad est del Texas. Molte sue caratteristiche, in particolare le foglie, sono piuttosto variabili per quanto riguarda la forma. Alla maturità raggiunge un'altezza di circa 15 m. I suoi fiori, piccioli, ramoscelli e semi posseggono un caratteristico colore rosso in misura varia. È tuttavia più conosciuto per il suo fogliame di colore rosso scarlatto che si presenta durante il periodo autunnale.
L'acero rosso è adattabile ad un'ampia gamma di condizioni climatiche, forse più di qualsiasi altro albero presente nel Nord America orientale. Si può trovare su terreni paludosi, su terreni poveri e secchi e quasi in qualunque altro suolo che spazi tra di essi. Cresce bene a partire dal livello del mare fino a circa 900 m slm. A causa del suo caratteristico fogliame autunnale e della sua piacevole forma, è spesso utilizzato come albero paesaggistico. Viene usato commercialmente su piccola scala per la produzione di sciroppo d'acero e per il legname di media e di alta qualità. È anche l'albero simbolo dello Stato del Rhode Island. L'acero rosso può essere considerato come una specie infestante che si sta rapidamente espandendo negli Stati Uniti orientali, sostituendo alberi autoctoni come la quercia, il noce americano ed il pino.

## Descrizione

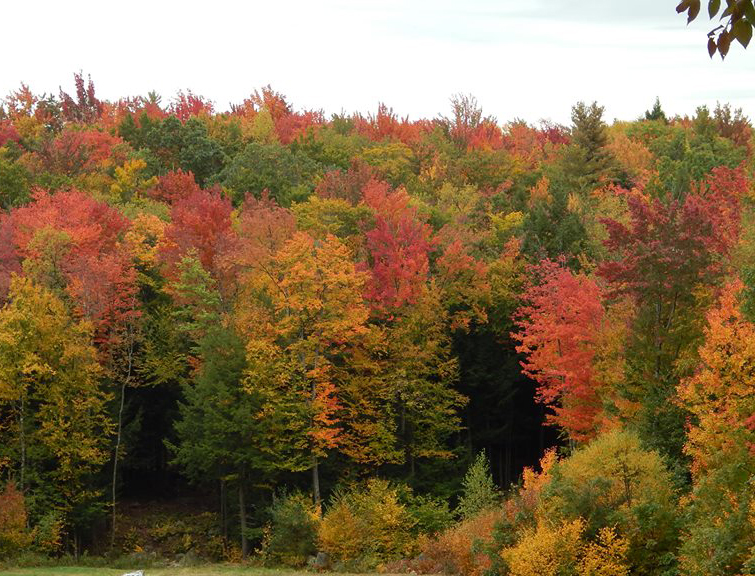
Tipica colorazione autunnale dell’acero rosso.

Benché A. rubrum sia relativamente facile da riconoscere, esso è molto variabile per quanto concerne le caratteristiche morfologiche. È un albero di dimensioni medio-grandi, che raggiunge altezze che vanno dai 18 ai 27 m, eccezionalmente oltre i 35 m. Le foglie di un albero adulto hanno una lunghezza che va dai 9 agli 11 cm. Il diametro del tronco può variare dai 46 ai 76 cm, a seconda delle condizioni di crescita. La larghezza della chioma è di circa 12 m. Un alberello di 10 anni sarà alto circa 6 m. In ambiente forestale, il fusto tenderà a rimanere privo di rami nella parte bassa, mentre gli individui coltivati singolarmente, presentano una chioma più bassa e densa, con forma più arrotondata. In generale, però, la chioma ha forma irregolare e ovoidale con rami che tendono ad assumere crescita ascendente. Quando la pianta è giovane, la corteccia è di colore grigio pallido e liscia. Crescendo, la corteccia diventa più scura e si solleva formando delle crepe sul tronco. Il più antico albero di acero rosso conosciuto, e attualmente vivente, si trova vicino ad Armada, in Michigan, e ha un'altezza di 38,1 m e una circonferenza del tronco, all'altezza del petto, di 4,95 m.

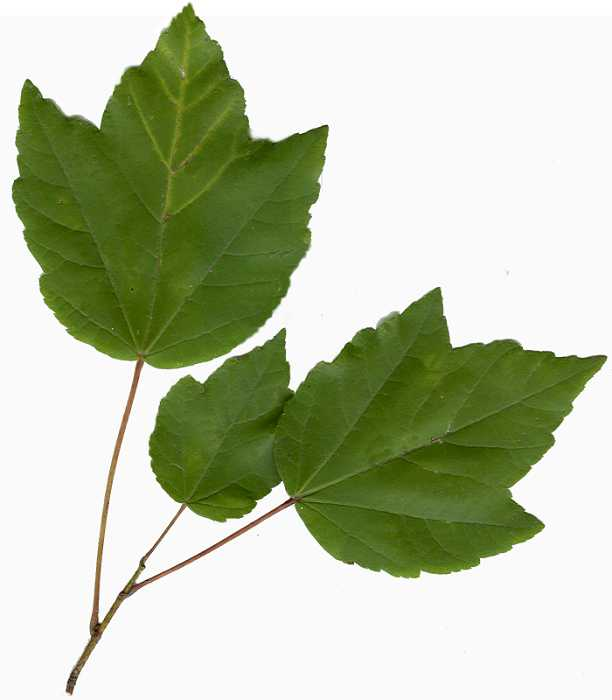
Foglia di esemplare di acero rosso proveniente dal nord della Florida.

La foglia dell'acero rosso è il tratto più caratteristico che permette di distinguere questa specie dai suoi simili. Come quasi tutti gli aceri nordamericani, le foglie di quest’albero sono decidue e disposte in modo opposto. Hanno una lunghezza e larghezza media di 5-10 cm con 3-5 lobi palmati e con margine dentellato. La dentellatura è tipicamente serrata, ma le foglie possono presentare notevoli variazioni. Quando sono presenti 5 lobi, i tre terminali sono più grandi degli altri due vicini alla base. Al contrario, le foglie della specie più vicina, A. saccharinum (acero saccarino), presentano 5 lobi molto più marcati, con dentellatura più netta. Il lato superiore della foglia di A. rubrum è verde chiaro, mentre la parte inferiore è biancastra e può essere sia glauca che tomentosa. Il picciolo della foglia è solitamente rosso e con lunghezza fino ai 10 cm. Inoltre, le foglie possono trasformarsi di un rosso brillante in autunno, anche se, in alcuni individui possono assumere colorazione gialla o arancione.

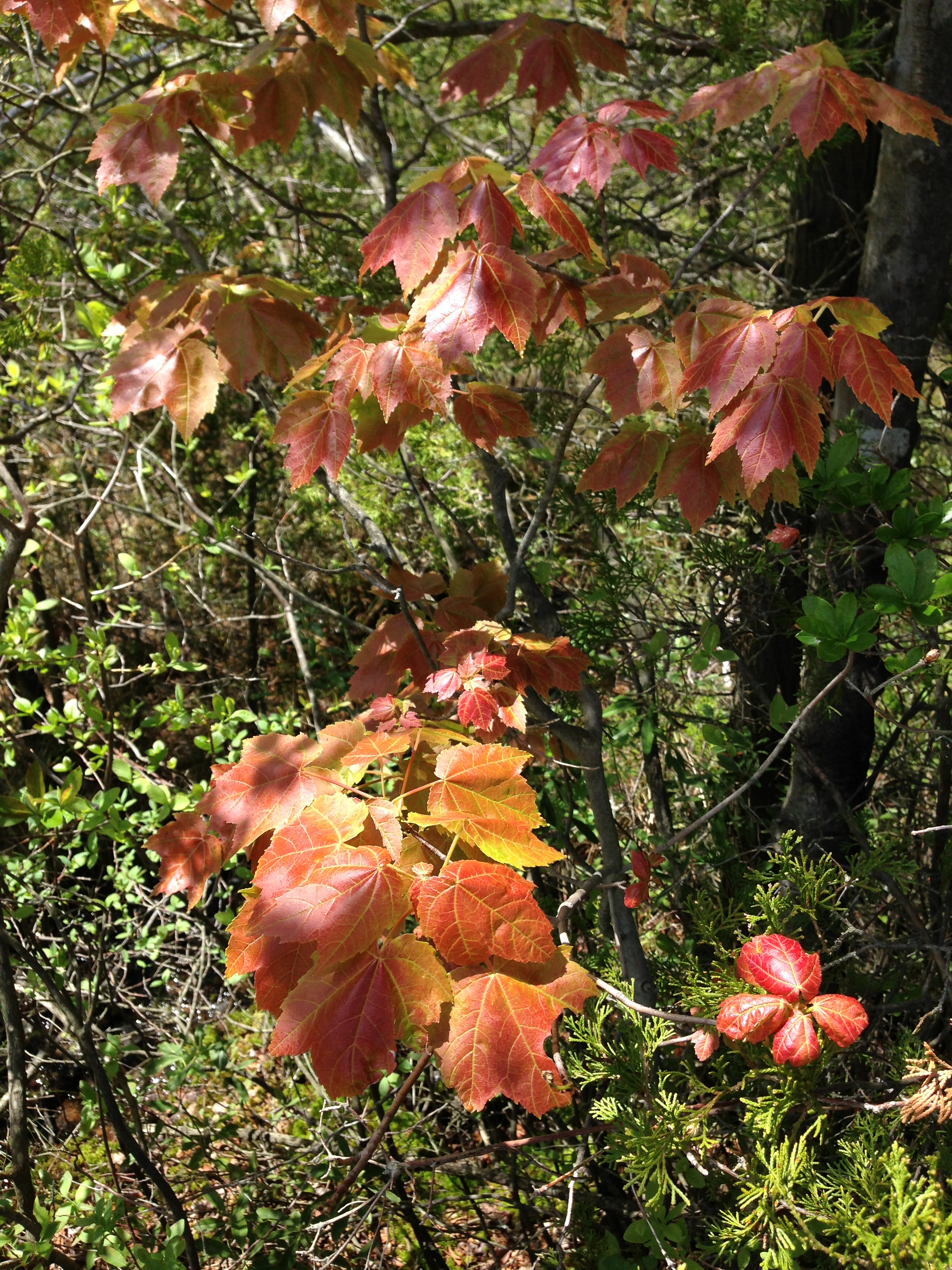
Fogliame di Acer rubrum in formazione.

I giovani rami dell’acero rosso sono rossastri e lucenti e presentano piccole lenticelle. Alcuni getti risultano nanificati e appaiono frequentemente su alcuni rami. Le gemme sono solitamente arrotondate con un colore che va dal verde al rossastro, generalmente con molte perule blandamente serrate. Le gemme laterali sono leggermente allungate e presentano eventuali gemme collaterali. Le gemme si formano in autunno o in inverno e sono spesso visibili a distanza grazie alla loro caratteristica tonalità rossa. Le cicatrici fogliari presenti sul ramo hanno una forma a V e sono caratterizzate da 3 segni che si generano dalla chiusura dei vasi linfatici.

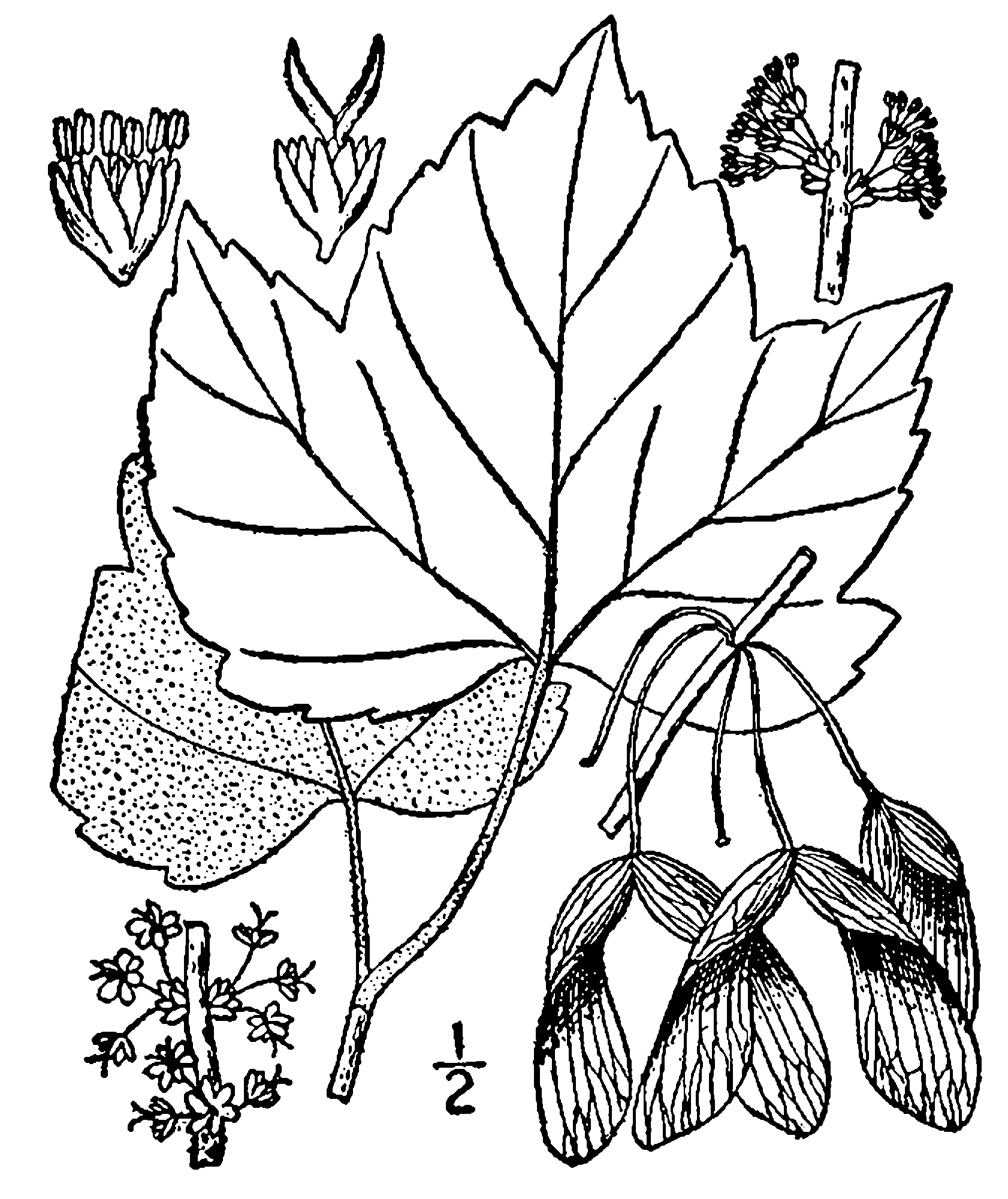
Disegno che mostra i fiori maschili e femminili, la foglia e il frutto dell’acero rosso.

I fiori sono generalmente unisessuati, con fiori maschili e femminili che si formano in gruppi separati, anche se talvolta possono presentare entrambi i sessi. Fanno la loro comparsa in primavera, da aprile a maggio (ma anche dalla fine di gennaio nelle aree meridionali di origine), generalmente prima della comparsa delle foglie. Questa pianta è considerata poligamo-dioica, ovvero alcuni individui sono maschi, altri femmina e altri presentano fiori ermafroditi e femminili o fiori ermafroditi e maschili. In condizioni particolari, questa pianta può variare il proprio sesso da maschio a femmina, da maschio a ermafrodita e da ermafrodita a femmina. L’acero rosso comincia a fiorire a partire da un’età di circa 8 anni, anche se questo aspetto è altamente variabile da pianta a pianta, infatti alcune piante sono in grado di fiorire già a partire dai 4 anni di età. I fiori sono rossi con 5 petali di piccole dimensioni e 5 sepali lobati, portati in grappoli peduncolati, solitamente all’estremità dei rami. Essi hanno forma regolare o oblunga e presentano pubescenza. I fiori con pistillo presentano un unico pistillo formato dalla fusione di due carpelli, con ovario superiore glabro e due lunghi stili che protrudono oltre il perianzio. I fiori che posseggono stami, ne portano da 4 a 12, con una media di 8.
Il frutto è una samara di lunghezza variabile tra i 15 e i 25 mm che cresce a coppie con ali divergenti e aventi un angolo che va dai 50 ai 60 gradi. Essi sono supportati da un picciolo lungo e slanciato, con colore variabile dal marrone chiaro al rossastro. Maturano nel periodo che va da aprile ai primi di giugno, prima che lo sviluppo fogliare sia completato del tutto. Dopo aver raggiunto la maturità, i semi sono dispersi per 1 o 2 settimane nel periodo aprile-giugno.

## Distribuzione e habitat
L’acero rosso è una delle specie di albero più abbondanti e diffuse nella parte orientale del Nord America. Si può ritrovare a partire dal sud della provincia di Terranova, in Nuova Scozia, nel sud del Québec fino a sud-ovest dell’Ontario, nel Manitoba sud-orientale e nel nord del Minnesota. Inoltre si ritrova a sud del Wisconsin, Illinois, Missouri, nell’Oklahoma orientale, nella parte occidentale del Texas orientale e in Florida. In Nord America copre un’ampia area sulla costa dell’Oceano Atlantico, con una estensione di 2 600 km da nord a sud. Questa specie è originaria di tutte le regioni degli Stati Uniti che si pongono ad est rispetto al 95simo meridiano. La sua diffusione si interrompe nelle aree in cui la temperatura media minima raggiunge i −40 °C, ovvero nella parte sud-orientale del Canada.
L’acero rosso non è presente in alcune regioni del nord degli Stati Uniti medio-occidentali caratterizzate da praterie, nella parte sud della Louisiana, nella parte sud-orientale del Texas e nelle aree paludose delle Everglades, in Florida. L’assenza di questa specie nella regione cosiddetta della Prairie Peninsula è probabilmente dovuta all’intolleranza verso i danni causati da incendi. In molte altre aree, questo albero è presente solo in piccoli gruppi. Un esempio è la regione del Bluegrass in Kentucky, dove l’acero rosso non è presente nelle vaste pianure ma lo si ritrova lungo i corsi d’acqua.
L’acero rosso cresce molto bene in suoli di vario tipo, con vari gradi di tessitura, umidità, pH e altitudine, probabilmente molto meglio di altre specie forestali del Nord America. A. rubrum ha un’elevata tolleranza a valori di pH alti; ciò lo rende molto diffuso nella parte est degli Stati Uniti. È capace di crescere sia su suoli di origine glaciale che non, derivanti dalle seguenti rocce: granito, gneiss, scisto, arenaria, shale, ardesia, conglomerato, quarzite e calcare. Fenomeni di clorosi si possono verificare qualora il terreno presenti forte alcalinità, tuttavia la sua tolleranza al pH è molto alta. Un suolo minerale umido è l’ideale per la germinazione dei semi.
L’acero rosso può crescere sia in climi umidi che aridi, dalle dorsali montuose aride e assolate fino a torbiere e zone di paludose. Nonostante molti alberi preferiscano una posizione settentrionale o meridionale, l’acero rosso sembra non avere preferenze in tal senso. Le condizioni ideali di crescita per questo albero sono siti moderatamente drenanti e umidi, con elevazione bassa o intermedia. È tuttavia comune nelle aree montuose su dorsali relativamente aride. Lo si può poi ritrovare in aree paludose, lungo gli argini di corsi d’acqua a lento scorrimento e in aree depresse o pianeggianti scarsamente drenanti. Nel nord del Michigan e nel New England, l’acero rosso si può ritrovare sulle cime dei crinali, sia su terreni rocciosi che sabbiosi, in suoli aridi o su terreni umidi posti in prossimità di zone paludose. Nelle zone meridionali in cui questo albero si estende, lo si ritrova quasi esclusivamente associato ad aree paludose. Inoltre, l’acero rosso è una delle specie di acero più tolleranti alla siccità presenti in Carolina.
L’acero rosso è molto più abbondante oggi rispetto a quando gli europei approdarono in Nord America, dove, assieme alla specie vicina, A. saccharinum, comprendeva appena il 5% dell’area forestale, confinato principalmente alle zone ripariali. Da allora, la densità di questa specie in molte di queste aree è aumentata da 6 a 7 volte, con una tendenza in aumento che sembra essere favorita dalla presenza dell’uomo, specialmente a causa della riduzione degli incendi boschivi che tendono a uccidere alberi con un apparato radicale superficiale come l’acero rosso, lasciando invece in vita alberi con un apparato radicale più profondo, come la quercia e il noce americano.
Inoltre, azioni volte alla conservazione dell’acero rosso hanno portato ad un aumento nella popolazione dei cervi della Virginia dalla metà del 20simo secolo. I cervi consumano ghiande in grande quantità, evitando però i semi di acero e riducendo in tal modo la presenza delle querce a favore degli aceri. Grazie alla possibilità di crescere su diversi substrati, all’elevata resistenza a valori di pH alti, alla possibilità di crescere sia in zone ombrose che assolate, A. rubrum è un ottimo candidato a sostituire specie che storicamente dominano la parte orientale degli Stati Uniti (quercia, noce americano, pino). L’utilizzo dell’acero rosso in paesaggistica ha inoltre contribuito alla sua proliferazione negli Stati Uniti. Infine, alcuni patogeni hanno drasticamente diminuito la popolazione di olmi e noci nelle foreste statunitensi, che continuano a dominare le aree più piovose e ricche di nutrienti, al contrario delle aree più marginali, dominate dalla presenza dell’acero rosso.

## Ecologia
A. rubrum solitamente vive per un periodo non superiore ai 150 anni e raggiunge la maturità dopo 70-80 anni. La sua capacità di proliferare in un gran numero di habitat è in larga parte dovuta alla sua abilità di produrre radici che si adattano al sito di crescita fin dalla giovane età. In aree umide, le plantule di acero rosso producono un corto fittone sviluppando prevalentemente lunghe radici laterali. In aree caratterizzate da aridità, il fittone risulta invece più lungo con radici laterali significativamente più corte. Le radici sono principalmente orizzontali, tuttavia si formano nei primi 25 cm di suolo. Gli alberi adulti presentano radici legnose che possono avere una lunghezza fino a 25 m; esse sono molto tolleranti all’allagamento, infatti è stato dimostrato che anche dopo 60 giorni di allagamento le foglie non subiscono alcun danno. Allo stesso tempo, le radici di questa pianta sono tolleranti alla siccità grazie alla loro abilità di bloccare la crescita in condizioni siccitose, riprendendo a crescere successivamente, quando le condizioni lo permettono, anche se la loro crescita si è arrestata per un periodo di 2 settimane.

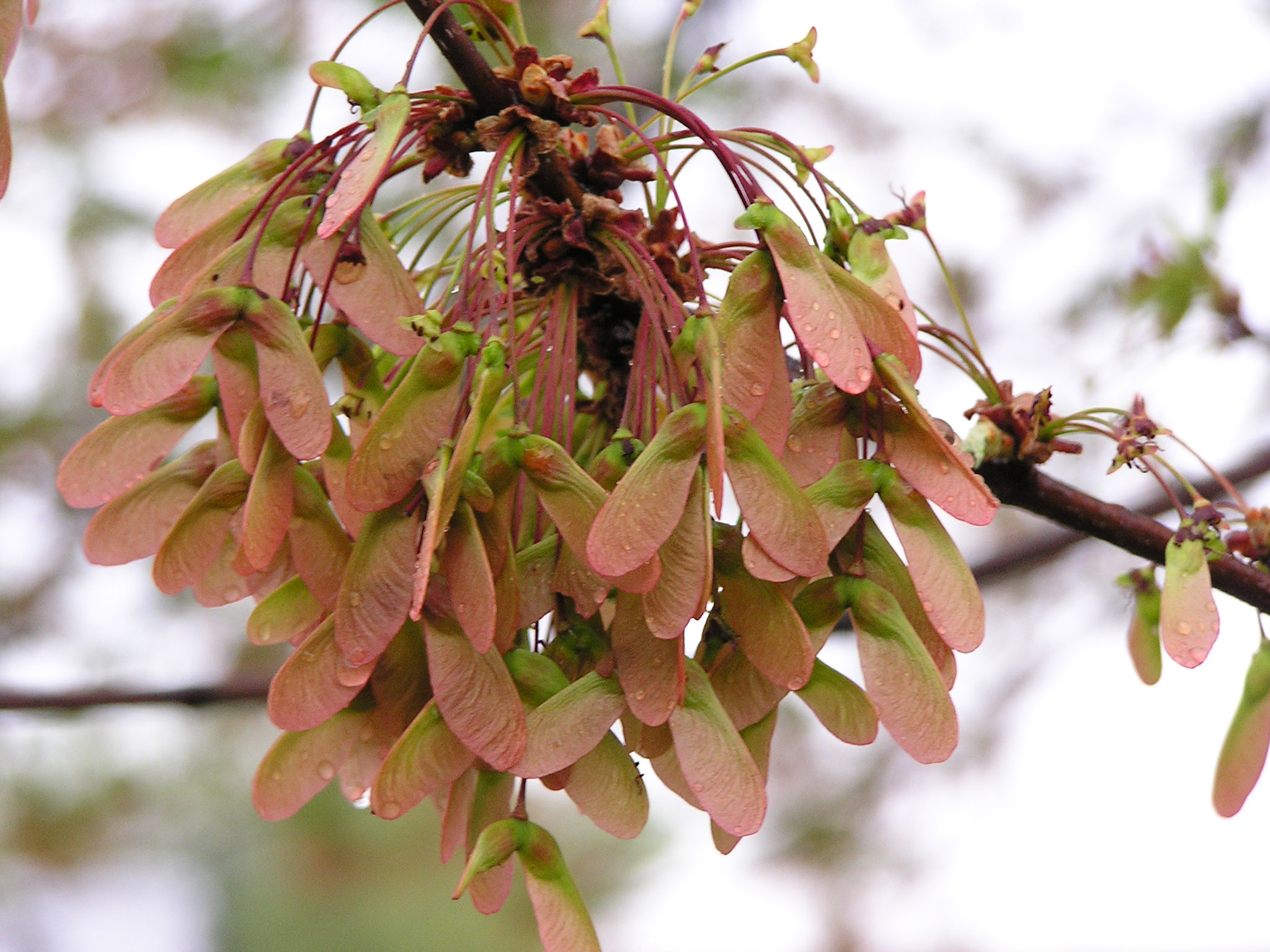
Frutti di acero rosso di un esemplare proveniente da Milford, nel New Hampshire.

L’acero nero è una delle prime piante a fiorire in primavera. I semi sono prodotti annualmente, con quantità più abbondanti ogni due anni circa. Un singolo albero di 5-20 cm di diametro può produrre tra i 12 000 e i 91 000 semi a stagione. Un albero di 30 cm di diametro può produrre anche un milione di semi in un solo anno. Le dimensioni del seme dell’acero rosso sono molto più piccole se comparate a quelle degli altri aceri. È stato inoltre dimostrato che la fertilizzazione aumenta significativamente il numero dei semi prodotti, fino ai due anni successivi al trattamento. I semi sono epigei e germinano all’inizio dell’estate, poco dopo il loro rilascio e in condizioni di luminosità, umidità e temperatura sufficientemente elevate. Se i semi sono molto ombreggiati, generalmente la germinazione non avviene fino all’anno successivo. Molte plantule non sopravvivono in ambienti in cui la vegetazione è molto fitta, tuttavia, plantule di 1-4 anni di età crescono spesso nel sottobosco, pur andando comunque incontro alla morte se nel periodo immediatamente successivo non ricevono abbastanza luce. Queste piante fungono così da sorgente di nuova biodiversità, in attesa di riempire un’area di foresta libera. Piante che crescono in aree come la Florida, tenderanno a morire per danni da freddo se trasferire in aree settentrionali come Canada, Maine, Vermont, New Hampshire e New York, anche se gli alberi provenienti dal sud sono piantati assieme a quelli provenienti dal nord. Grazie alla loro ampia distribuzione, infatti, gli alberi si sono geneticamente adattati a sopravvivere alle varie condizioni climatiche.

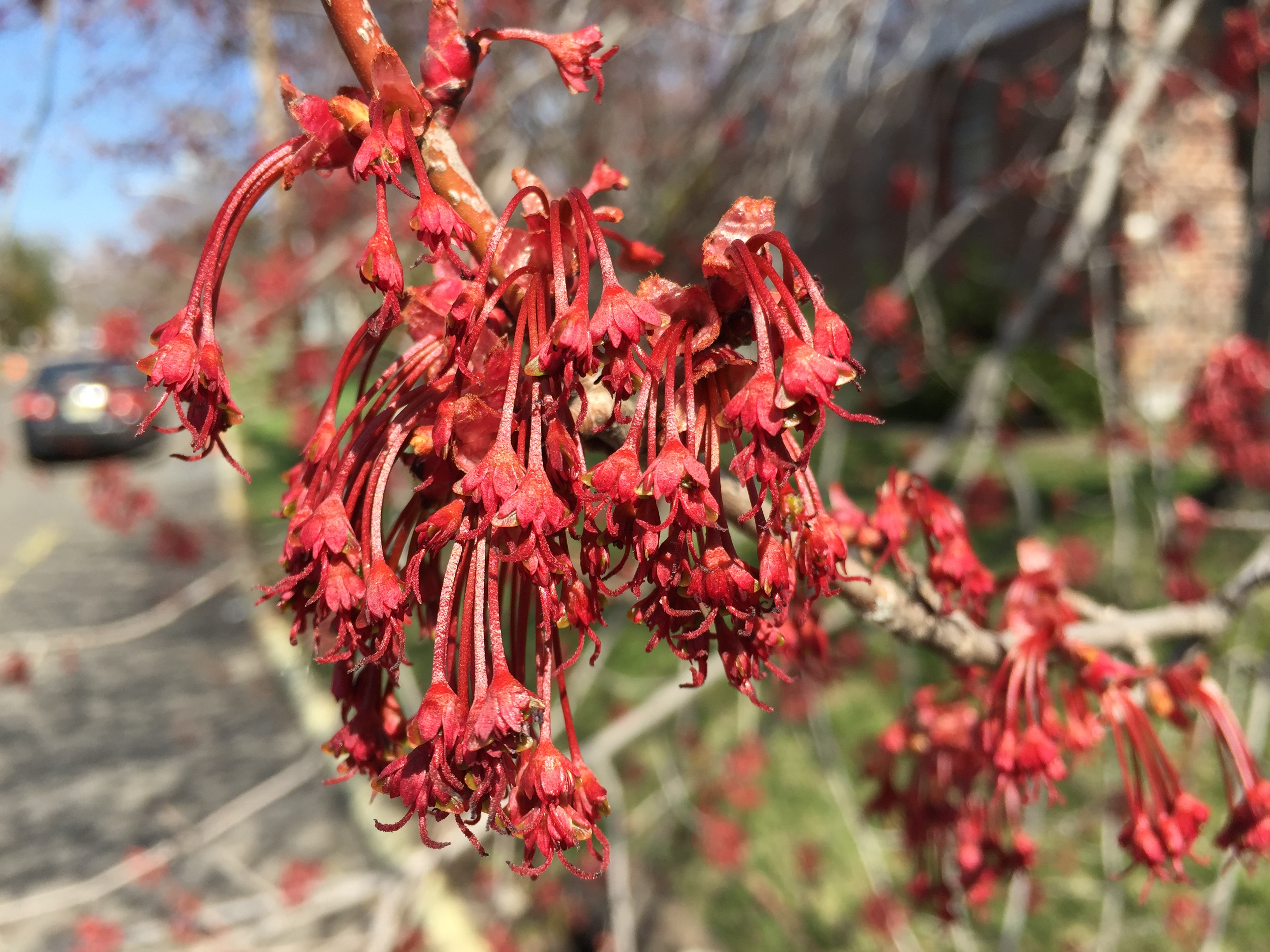
Fiori femminili di acero rosso.

L’acero rosso è capace di incrementare la sua popolazione significativamente dopo che altre specie di alberi sono stati danneggiati da malattie, tagliati o incendiati. Uno studio ha rivelato che, a 6 anni dall’abbattimento di 3,4 ettari di una foresta di querce e noci americani in cui non era presente alcun acero rosso, sul territorio erano presenti più di 2200 plantule di acero rosso per ettaro, più alte di 1,4 metri. La ragione è probabilmente da ricercare nel fatto che molte piante, come per esempio il ciliegio tardivo (Prunus serotina), producono sostanze allelopatiche che inibiscono la crescita dell’acero rosso. Quest’ultimo è poi una specie che è capace di crescere più velocemente delle altre in altezza. In condizioni di luce e umidità favorevoli, le giovani piante possono crescere di 30 cm durante il loro primo anno di vita e fino a 60 cm per ogni anno successivo, rendendo questa pianta una delle più competitive in termini di velocità di crescita.
L’acero rosso è usato come fonte di cibo da parte di molti animali selvatici. Il wapiti e il cervo della Virginia si nutrono della vegetazione dell’anno, rendendo l’albero un’importante fonte di cibo per l’inverno. Inoltre, molti lepidotteri (farfalle e falene) utilizzano le sue foglie come nutrimento.

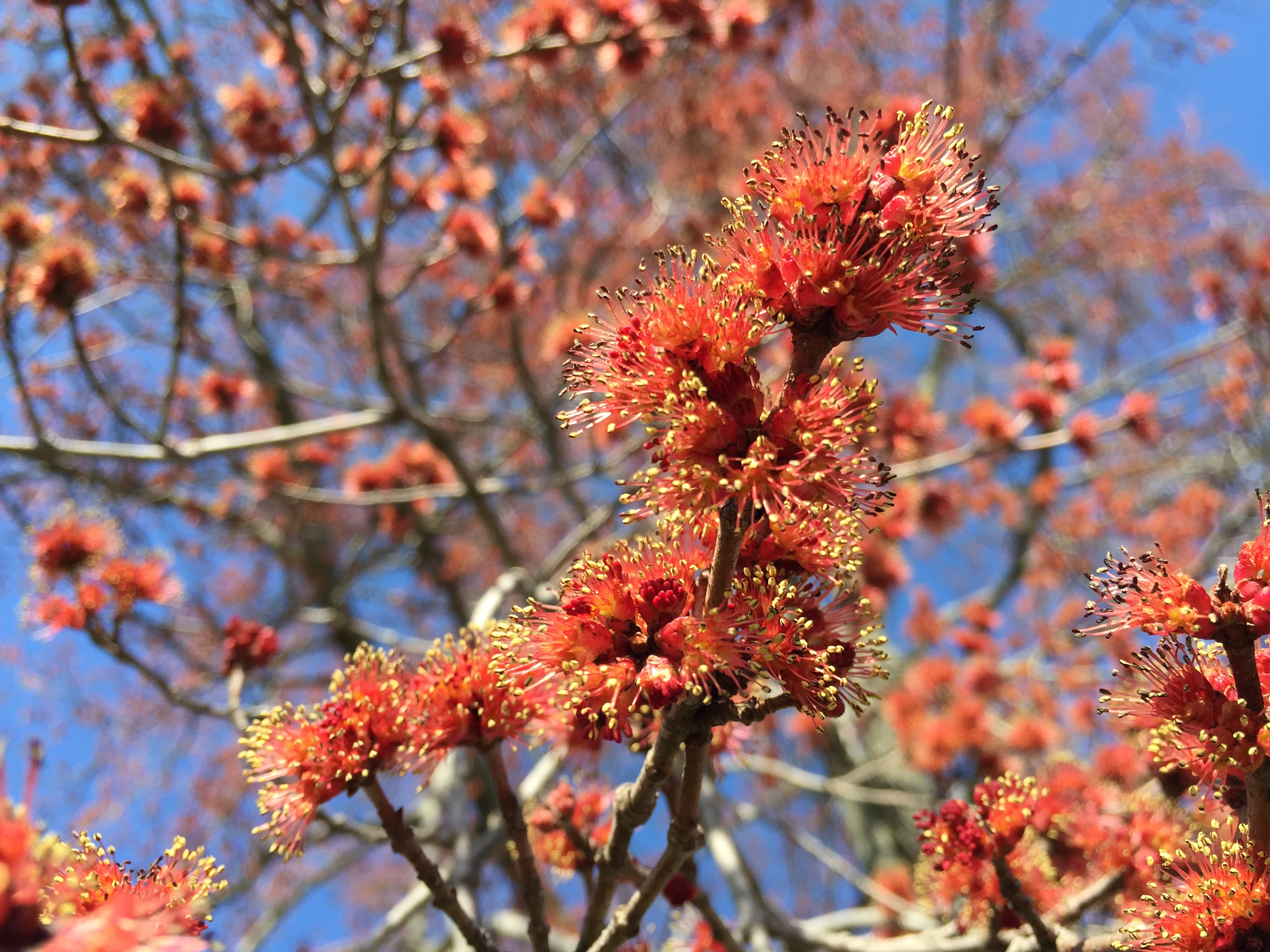
Fiori maschili di acero rosso.

Dal momento che A. rubrum risulta ampiamente distribuito su varie latitudini, la resistenza al freddo, la grandezza, la forma, la caduta delle foglie, la dormienza e altri tratti sono ampiamente variabili. Generalmente gli individui che si trovano a latitudini più settentrionali sono anche i primi a perdere le foglie, avendo anche colori rossi più accesi. Inoltre formano le gemme dell’anno seguente più precocemente degli alberi che crescono nelle zone meridionali di origine e subiscono meno danni da freddo. Le plantule che crescono al centro-nord e nelle zone centro-orientale sono più alte. Per quanto riguarda i frutti, invece, le piante che crescono al nord e sono soggette a brevi periodi di gelate producono frutti più corti e pesanti rispetto a quelli prodotti dalle piante presenti a sud. Data la grande variabilità, le potenzialità per la selezione genetica di nuovi individui è molto alta, con l’obiettivo di produrre individui adatti alla coltivazione. Ciò è specialmente importante per produrre cultivar urbane che richiedono resistenza alla verticillosi, all’inquinamento atmosferico e alla siccità. L’acero rosso forma spesso incroci con A. saccharinum; l’ibrido, noto come Acer x freemanii, ha caratteristiche intermedie tra i due genitori.

### Tossicità
Le foglie dell’acero rosso, specialmente quando sono morte o appassite, sono estremamente tossiche per i cavalli. La tossina è sconosciuta ma si crede possa essere un agente ossidante, dal momento che danneggia gli eritrociti, causando un’emolisi ossidativa acuta che inibisce il trasporto di ossigeno. Ciò non soltanto porta ad una diminuzione della quantità di ossigeno trasportata ai tessuti, ma porta anche alla produzione di metaemoglobina, che può ulteriormente danneggiare il fegato. L’ingestione di 700 g di foglie è considerata tossica e 1,4 kg sono letali. I sintomi si presentano dopo 1 o 2 giorni dall’ingestione e includono depressione, letargia, incremento nella frequenza e nella profondità dei respiri, incremento del battito cardiaco, ittero, urine marrone scuro, coliche, laminite, coma e morte. Il trattamento è limitato e include l’uso del blu di metilene o di olio minerale e carbone attivo per ridurre l’ulteriore assorbimento della tossina da parte dello stomaco; inoltre è possibile eseguire trasfusioni di sangue, apporto di fluidi, diuretici e antiossidanti come l’acido ascorbico. Dal 50 al 70% dei cavalli affetti da tale patologia muore o gli viene applicata l’eutanasia.

### Potenziale allergenico
Il potenziale allergenico dell’acero rosso varia ampiamente a seconda della cultivar considerata. Le seguenti cultivar sono di sesso completamente maschile e sono altamente allergeniche, con un valore allergenico sulla scala allergenica OPALS (Ogren Plant Allergy Scale) di 8 o più, su un massimo di 10:
- 'Autumn Flame' ('Flame')
- 'Autumn Spire'
- 'Columnare' ('Pyramidale')
- 'Firedance' ('Landsburg')
- 'Karpick'
- 'Northwood'
- 'October Brilliance'
- 'Sun Valley'
- 'Tiliford'

Le seguenti cultivar hanno un valore allergenico di 3 o inferiore. Sono piante completamente femminili e hanno la potenzialità di causare reazioni allergiche:
- 'Autumn Glory'
- 'Bowhall'
- 'Davey Red'
- 'Doric'
- 'Embers'
- 'Festival'
- 'October Glory'
- 'Red Skin'
- 'Red Sunset' ('Franksred')

## Coltivazione

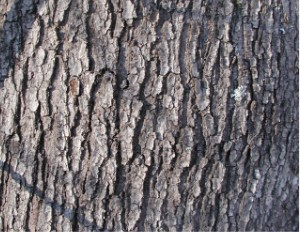
Corteccia matura di acero rosso.

La rapidità di accrescimento dell’acero rosso, la sua facilità di attecchimento e il suo valore per la fauna selvatica, ne ha fatto, negli USA orientali, uno degli alberi che più è stato propagato negli ultimi anni. In alcune parti del nord-ovest del Pacifico, è uno degli alberi maggiormente introdotti. In particolare, la popolarità dell’acero rosso è dovuta alla sua vigoria, ai suoi fiori rossi e, soprattutto, alla colorazione rosso fiammante che assume il fogliame in autunno. L’albero è stato introdotto nel Regno Unito nel 1656 per poi entrare, qualche anno dopo, in coltivazione. In questo Paese è spesso presente in molti parchi e giardini, così come nei cimiteri nei pressi di alcune chiese.
L’acero rosso è un albero adatto alla crescita urbana, dove trova abbondante spazio per la crescita dell’apparato radicale. La formazione di un’associazione con funghi micorrizici arbuscolari, aiuta l'A. rubrum a crescere nelle strade di città. È poi un albero più tollerante all’inquinamento e alla salinità rispetto ad A. saccharinum, anche se, nel periodo autunnale, in ambiente cittadino, le foglie non si colorano in modo appariscente come in natura. Come molti altri aceri, il suo apparato radicale può risultare invasivo, così che il suo impianto nei pressi di pavimentazioni dovrebbe essere evitato. Questo albero attira gli scoiattoli, che si nutrono delle giovani gemme primaverili, anche se tendono a preferire le gemme più grandi di A. saccharinum. Infine, l’acero rosso, grazie ai suoi vivaci colori e alle sue pregiate caratteristiche estetiche, si presta bene alla coltivazione come bonsai.

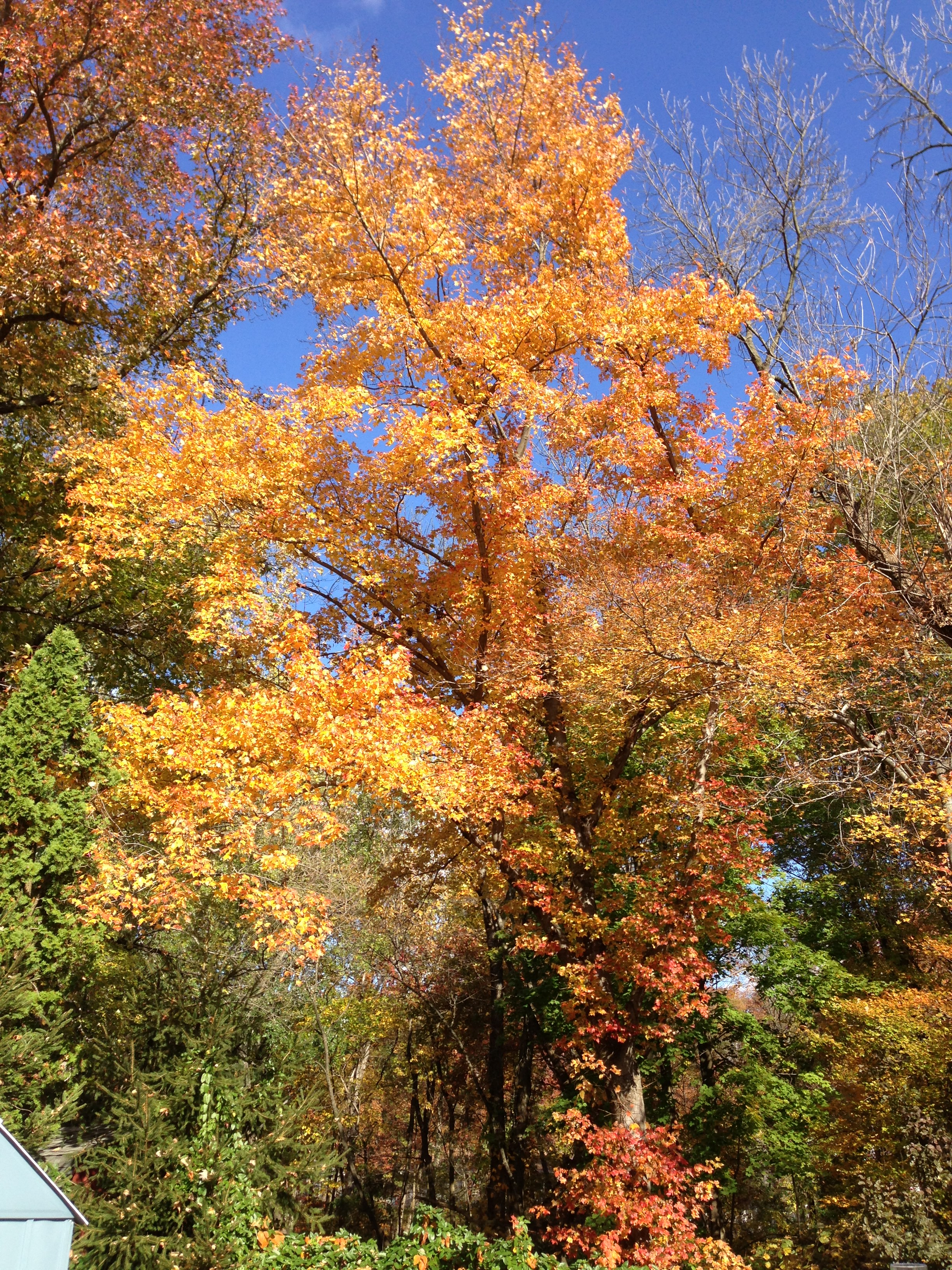
Esemplare di acero rosso in autunno.

### Cultivar
Numerose cultivar sono state selezionate, spesso con lo scopo di intensificare i colori autunnali, con la cultivar 'October Glory' e 'Red Sunset' tra le più diffuse e conosciute. Anche molte cultivar di Acer x freemanii sono ampiamente coltivate. Di seguito è riportata una lista contenente alcune cultivar di acero rosso:
- Armstrong – Di forma da colonnare a fastigiata con corteccia argentea e colorazione fogliare in autunno di un arancione modesto.
- Autumn Blaze – Forma rotondeggiante-ovale con foglie che ricordano A. saccharinum. La colorazione autunnale è arancione rosso ed è più persistente rispetto alle altre cultivar.
- Autumn Flame – Cultivar di crescita veloce con colorazione autunnale di un rosso eccezionalmente brillante, che si sviluppa precocemente. Le foglie sono più piccole se comparate alla specie.
- Autumn Radiance – Chioma densa e ovale con colore arancione-rosso durante l’autunno.
- Autumn Spire – Chioma ampia e colonnare, colorazione autunnale rossa; molto robusta.
- Bohall – Forma da conica a eretta, con colorazione gialla in autunno.
- Burgundy Bell – Forma compatta rotondeggiante con foglie autunnali color bordeaux molto persistenti.
- Columnare – Cultivar di vecchia data che cresce fino a 20 m di altezza con forma da colonnare a piramidale e foglie verde scuro che diventano da arancioni a rosso intenso in autunno.
- Gerling – Cultivar compatta e a crescita lenta che raggiunge al massimo i 10 m e possiede colorazione autunnale arancione-rosso.
- Northwood' – Le branche sono inclinate rispetto al tronco di 45°, formando una chioma ovale rotondeggiante. Il fogliame è verde intenso d’estate, tuttavia, durante l’autunno, non assume una colorazione rosso-arancio intensa come le altre cultivar.
- Ocrober Brilliance – Questa cultivar è lenta nel produrre le foglie in primavera ma possiede una folta chioma e intensa colorazione rossa in autunno.
- October Glory – Chioma rotondeggiante-ovale con transizione della colorazione autunnale tardiva, colore rosso intenso. Assieme alla 'Red Sunset' è la cultivar più popolare grazie alla colorazione autunnale e alla crescita vigorosa. Questa cultivar si è guadagnata il “Garden Merit Award” da parte della Royal Horticultural Society.
- Redpointe – Ottima per suoli alcalini, colorazione rossa in autunno.
- Red Sunset – L’altra cultivar molto popolare assieme alla 'October Glory'. Cresce bene in ambienti più caldi grazie alla spiccata tolleranza alla siccità. Possiede una colorazione autunnale arancio-rosso molto suggestiva, inoltre cresce rapidamente e in modo vigoroso.
- Scarlet Sentinel – Cultivar con forma da colonnare a ovale con foglie aventi 5 lobi che ricordano A. saccharinum. La colorazione autunnale va da giallo-arancio ad arancio-rosso e la crescita è rapida.
- Schlesingeri – Albero con chioma espansa e precoce e duratura colorazione autunnale che va dal rosso intenso al rosso-violaceo. La crescita è piuttosto rapida.
- Shade King' – Questa cultivar dalla rapida crescita possiede una forma ovale-eretta con colorazione estiva verde intenso che diventa da rosso ad arancione in autunno.
- V.J. Drake – Cultivar caratterizzata dal diventare di colore rosso a partire dai margini fogliari per poi progredire verso il centro della foglia.

## Altri usi
Nell’industria del legname, A. rubrum è considerato un “acero morbido”, caratteristica che condivide con A. saccharinum. Nonostante ciò è un legno piuttosto duro ma morbido se comparato con A. saccharum (acero zuccherino). Rispetto a quest’ultimo, il legno di acero rosso è più morbido, meno denso ma esteticamente meno pregiato di quello dell’acero zuccherino; tuttavia, il legno dell’acero rosso è meno costoso.
L’acero rosso è anche usato nella produzione dello sciroppo d’acero, anche se A. saccharum e A. nigrum (acero nero) sono più comunemente impiegati. Uno studio ha comparato il succo estratto dall’acero rosso con quello di altri aceri (acero zuccherino, acero americano e acero riccio), rivelando che la dolcezza, gli aromi e la qualità risulta essere identica per tutte le specie. Tuttavia le gemme dell’acero rosso germogliano prima in primavera rispetto a quelle dell’acero zuccherino; ciò impartisce un aroma indesiderato allo sciroppo estratto, così che, se si vuole estrarre lo sciroppo dall’acero rosso, lo si deve fare prima che le gemme germoglino, riducendo considerevolmente la stagione di raccolta.
L’acero rosso è caratterizzato da un legno di media qualità per quanto concerne la combustione, possedendo circa 5,4 MJ/m³, una quantità di energia inferiore rispetto a quella di alberi come il frassino (7 MJ/m³), la quercia (7 MJ/m³) o la betulla (5,8 MJ/m³).